# Interfaccia coassiale
In spettrometria di massa l'interfaccia coassiale è un'interfaccia tra elettroforesi capillare e spettrometria di massa.

## Meccanismo
Ci sono due capillari uno dentro l'altro: il più interno è quello per l'elettroforesi capillare, l'altro trasporta il liquido di make-up ed è sottoposto a voltaggio elettrospray. Di solito c'è un terzo capillare, ancora più esterno, nel quale passa il gas per l'assistenza pneumatica all'elettrospray.
I capillari terminano nella sorgente dove avviene il mescolamento tra il flusso dell'elettroforesi e il liquido di make-up nebulizzato con la formazione di un aerosol carico.